# Louis Georges Gouy
Louis Georges Gouy (Vals-les-Bains, 19 de fevereiro de 1854 — Vals-les-Bains, 27 de janeiro de 1926) foi um físico francês.

## Biografia
Foi professor da Universidade de Lyon.
Foi correspondente da Académie des Sciences em 1901, da qual foi membro em 1913.
Participou da 2ª Conferência de Solvay, em 1913.